# North Cyprus Cycling Tour
Le North Cyprus Cycling Tour est une course cycliste par étapes chypriote organisée au mois de février à Chypre du Nord. Cette épreuve d'envergure internationale est ouverte aux coureurs professionnels et amateurs.
La compétition est lancée par la Fédération chypriote de cyclisme en 2016, avec la bénédiction de l'homme État nord-chypriote Mustafa Akıncı, dans le but de promouvoir le cyclisme et les paysages du territoire.

## Palmarès
| Année | Vainqueur      | Deuxième         | Troisième         |
| ----- | -------------- | ---------------- | ----------------- |
| 2016  | Nikita Stalnov | Stefan Hristov   | Matvey Nikitin    |
| 2017  | Ahmet Örken    | Yevgeniy Gidich  | Vitaliy Buts      |
| 2018  | Jon Božič      | Gašper Katrašnik | Cristian Raileanu |